# Associação Internacional de Sinalização Marítima
IALA são as iniciais de International Association of Marine Aids to Navigation and Lighthouse Authorities  (Associação Internacional de Sinalização Maritíma), anteriormente chamada de  International Association of Lighthouse Authorities / Association Internationale de Signalisation Maritime, é a instituição que regulamenta a nível mundial as questões relativas à farolagem, balizagem e ajudas à navegação.
A IALA foi a responsável pelo actual Sistema de Balizagem Marítima.
Criada em 1957, está situada em Saint-Germain-en-Laye, em França.

## Ligações exteriores
Site oficial da IALA